# Pittsburgh Open 1984
Pittsburgh Open 1984, також відомий під назвою Ginny of Pittsburgh,  — жіночий тенісний турнір, що проходив на закритих кортах з килимовим покриттям Greentree Racquet Club у Піттсбургу (США). Належав до Ginny Tournament Circuit в рамках Світової чемпіонської серії Вірджинії Слімс 1984. Відбувсь утретє і тривав з 23 січня до 29 січня 1984 року. П'ята сіяна Андреа Леанд здобула титул в одиночному розряді.

## Фінальна частина

### Одиночний розряд
Андреа Леанд —  Паскаль Параді 0–6, 6–2, 6–4
- Для Леанд це був єдиний титул в одиночному розряді за кар'єру.

### Парний розряд
Крістіан Жоліссен /  Марселла Мескер —  Анна-Марія Фернандес /  Трей Льюїс 6–2, 6–3
- Для Жоліссен це був 1-й титул за рік і 2-й - за кар'єру. Для Мескер це був 2-й титул за сезон і 4-й — за кар'єру.

## Нотатки
1. ↑  Ginny Tournament Circuit 1984 складався з восьми турнірів з призовим фондом 50 тис. доларів кожен, що проходили від лютого до вересня, і завершального турніру Ginny Championships у січні 1985 року з призовим фондом 100 тис. доларів. Усі турніри відбулись у США.[1]